# Glockenturm
Le glockenturm est un monument historique situé à Niedernai, dans le département français du Bas-Rhin.

## Localisation
Ce bâtiment est situé im Stadtel à Niedernai.

## Historique
L'édifice fait l'objet d'une inscription au titre des monuments historiques depuis 1986.

## Architecture

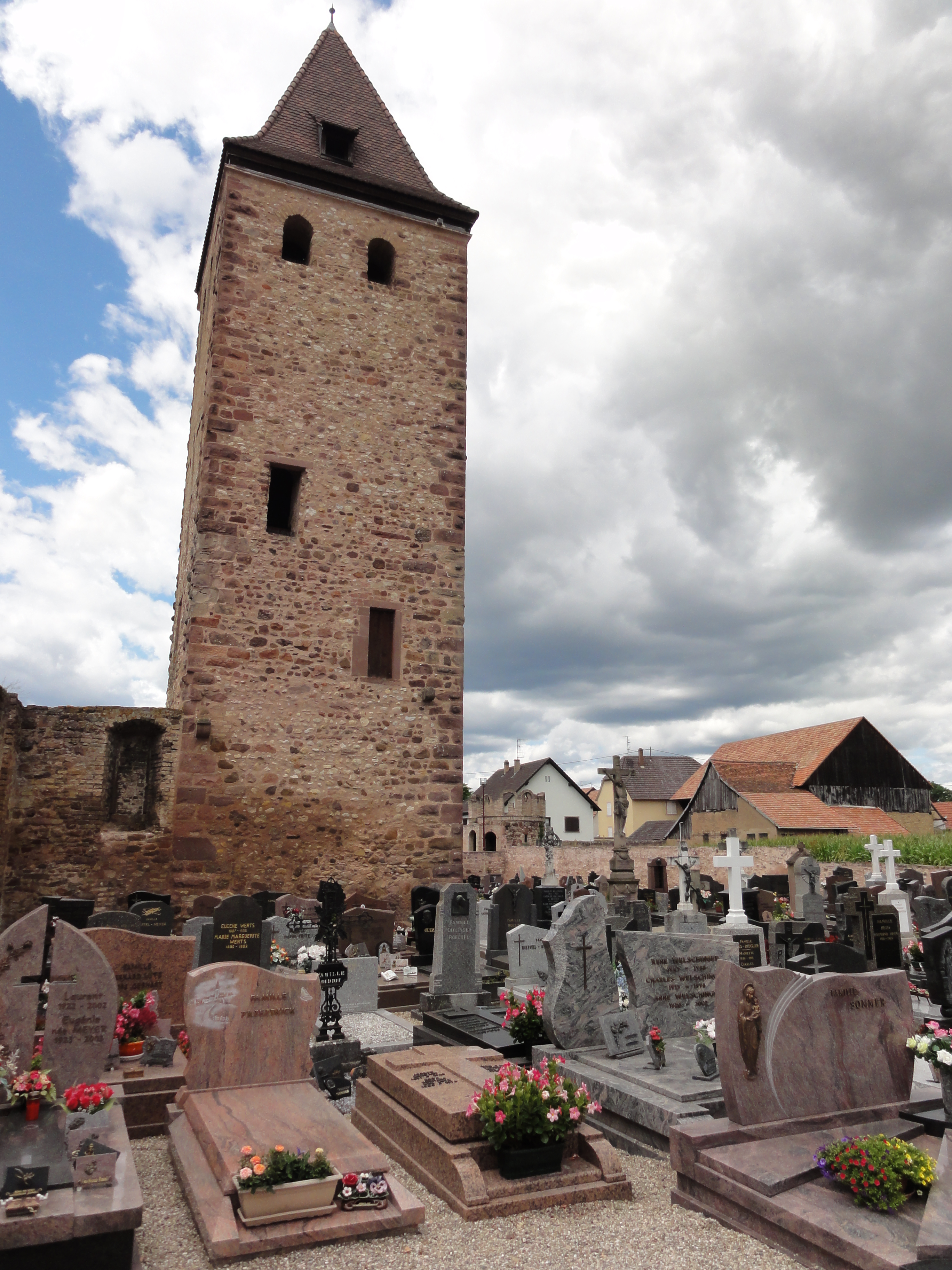